# Prvić (Krk)
Prvić (olaszul: Provicchio) egy lakatlan sziget az Adriai-tengerben, Horvátországban, a Velebit-csatorna és Kvarner-öböl között.

## Leírása
Prvić szigete az északnyugatra fekvő Krk, a délre fekvő Sveti Grgur és a Goli szigetei, valamint a keletre húzódó szárazföld között fekszik. Krk szigetétéől a 800 m széles Senjska vrata választja el. A sziget a Krken emelkedő Obzova-hegy (578 m) természetes folytatása, amely lezárja a Baška-öböl délnyugati oldalát, ahol Baška kikötője található. Kiterjedése északnyugat-délkeleti irányú, hosszúsága 7,8 km, szélessége 2,6 km, területe 14,3 km². Partvonalának hosszúsága 19,2 km. 
A legdélibb, egyben a legkeletibb pontja a Šilo-fok. Legnyugatibb pontja a Debeli Art, a legészakibb Krk felé pedig a Brezonjin-fok, ahol egy nagyobb világítótorony található, amelynek személyzete a közelmúltig a sziget egyetlen lakója volt. Ma a sziget lakatlan, kivéve az alkalmi pásztorokat és méhészeket, akik gyakran felkeresik, így ez az Adria legnagyobb lakatlan szigete.
A sziget krétakori mészkőből épül fel. A partok az északnyugati rész kivételével meredekek és szinte megközelíthetetlenek. A partoknál a tenger mélysége 70–90 m, a délkeleti Šilo-fok körül a legmélyebb a fenék, 107 méteres. Az egyetlen öböl, a Dubac-öböl a délnyugati parton található. Legmagasabb pontja a 363 méteres Šipovac, így a tíz legmagasabb adriai sziget közé tartozik. A sziget szinte teljesen kopár, a krk-szigeti Baška lakói juhaikat legeltetik itt.

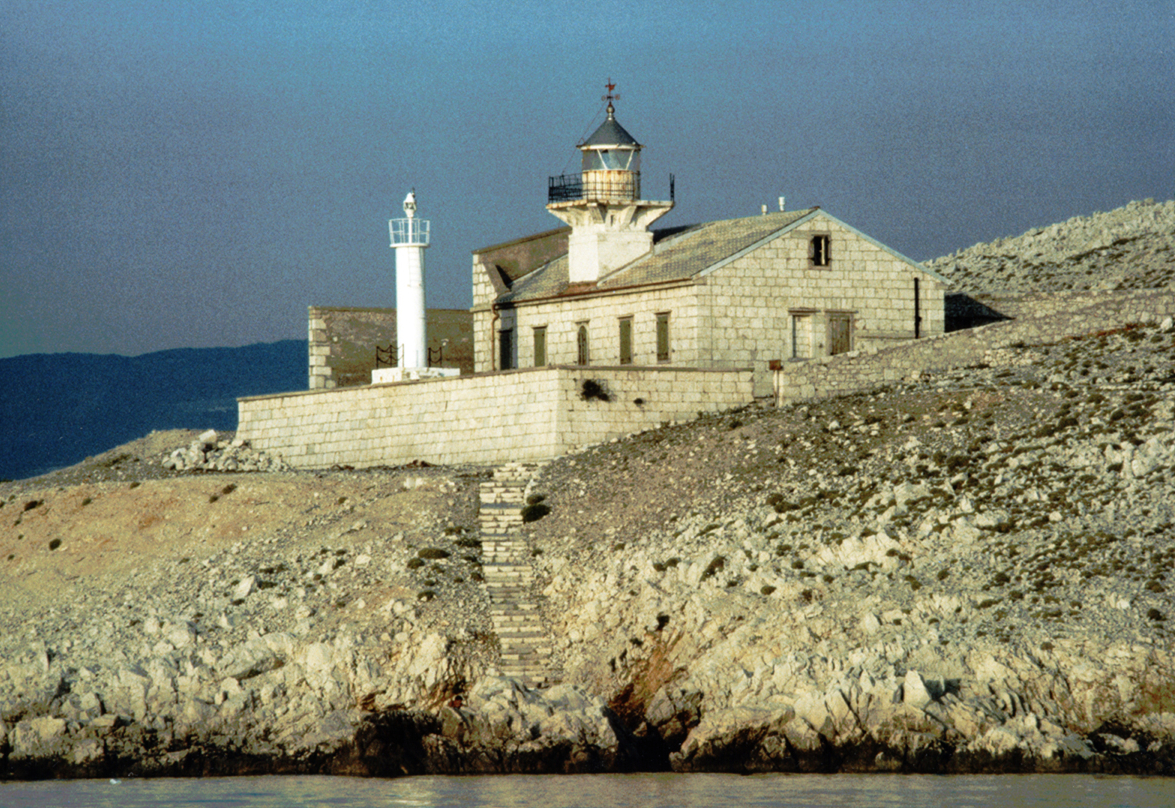
A prvići világítótorony

Csak a világítótoronytól délre fekvő nyugati lejtő érhető el könnyebben néhány vízmosásán át, amelyeken keresztül a pásztorok ösvényei emelkednek a sziget fennsíkjára. A nyugati öblökben egy tucatnyi homokos strand található, amelyek alkalmasak a fürdőzők számára. A legnagyobb délnyugati strand a Njivica, amely mentén egy, a Frangepánok korából való középkori település nyomait találjuk. A főcsúcsra a legrövidebb és egyetlen megközelítés keletről a Peć sziklás szurdokán keresztül vezet, amely mentén Prvić egyetlen forrása található. 

## Éghajlat
Éghajlati szempontból a szigeten az uralkodó szél a gyakori és viharos bóra, amely a világítótorony régi mérései szerint évente átlagosan 203 napot fúj. Erőssége a Beaufort-skálán átlagosan 73 napon át eléri a 11-12-es erősséget. Ez alapján kijelenthető, hogy a Prvić a legszelesebb horvát sziget.

## Növény-és állatvilág
1972-ben a szigetet, mint különleges botanikai és ornitológiai rezervátumot védetté nyilvánították. A sziget azért is jelentős fontos, mert számos madárfaj fészkel itt, köztük a magasparton a fakó keselyű (Gyps fulvus), amelynek állománya Cres után itt a legnagyobb, és a szirti sas (Aquila chrysaetos). Sok más madárfaj is megpihen itt a vándorlás során, mint például az északi búvár (Gavia stellata), a sarki búvár (Gavia arctica) és a különféle kacsafajok. Juhcsordák is legelnek Prvićen. Az uralkodó növényzet a cserje, melyből számos növényi endémiát találunk (17 ritka faj), ezért szigorúan védett.
1982-ben dokumentumfilm készült a szigetről „Otok čovjek krš” a karszti ember szigete címmel Branko Marjanović rendezésében, amely bemutatja a juhok hagyományos legeltetését a méhészkedést, és Baška lakóit, akik hajóval járnak a szigetre.

## Fordítás
Ez a szócikk részben vagy egészben  a   Prvić (Krk) című horvát Wikipédia-szócikk ezen változatának fordításán alapul.  Az eredeti cikk szerkesztőit annak laptörténete sorolja fel. Ez a jelzés csupán a megfogalmazás eredetét és a szerzői jogokat jelzi, nem szolgál a cikkben szereplő információk forrásmegjelöléseként.